# كارفور سيتي كافي
 كارفور سيتي كافي  شركة فرنسية للمقاهي تابعة لمجموعة كارفور الدولية، ظهرت أول مرة ببوردو في دجنبر 2010.

## القصة
فُتِح أول محل كارفور سيتي كافي بفرنسا ببوردو في دجنبر 2010، وفي 28 أبريل 2011، فُتِح ثاني محل بالدائرة الخامسة في باريس · ، و فُتِحت ثالث نقطة بيع بفرنسا بباريس في 7 أكتوبر 2011. وقد أغلقت نقطة البيع الموجودة ببوردو في يناير 2012، و نقط البيع الموجودة بباريس أغلقت واحدة والأخرى أصبحت كارفور إكسبريس.